# Goya 1988
Die 2. Verleihung des Goya fand am 22. März 1988 im Palacio de Congresos in Madrid statt. Der spanische Filmpreis wurde in 16 Kategorien vergeben. Zusätzlich wurde ein Ehren-Goya verliehen. Als Gastgeber führte der Regisseur Fernando Fernán Gómez durch den Abend.

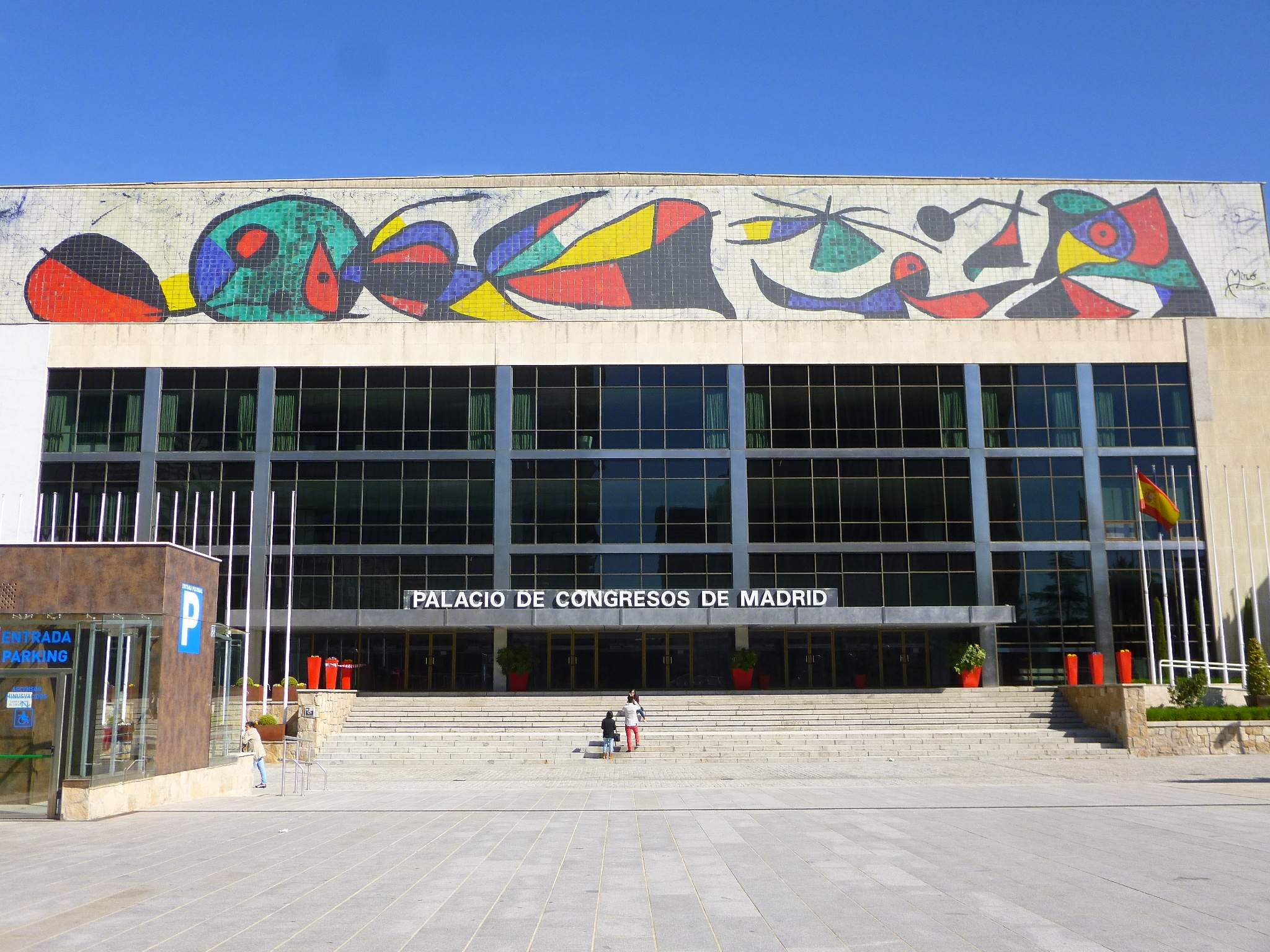
Der Palacio de Congresos, der Veranstaltungsort der Verleihung

## Gewinner und Nominierte
| Statistik (Filme mit mehr als einer Nominierung) N=Nominierung; A=Auszeichnung |   |   |
| Film                                                                           | N | A |
| El bosque animado                                                              | 8 | 5 |
| Divinas palabras                                                               | 6 | 4 |
| Moros y cristianos                                                             | 4 | 1 |
| El lute: Camina o revienta                                                     | 4 | 0 |
| Bernarda Albas Haus                                                            | 3 | 1 |
| Asignatura aprobada                                                            | 2 | 1 |
| Cara de acelga                                                                 | 2 | 1 |
| Im Augenblick der Angst                                                        | 2 | 1 |
| A los cuatro vientos                                                           | 2 | 0 |
| Krieg der Verrückten                                                           | 2 | 0 |

### Bester Film (Mejor película)
El bosque animado – Regie: José Luis Cuerda
- El lute: Camina o revienta – Regie: Vicente Aranda
- Divinas palabras – Regie: José Luis García Sánchez

### Beste Regie (Mejor dirección)
José Luis Garci – Asignatura aprobada
- Bigas Luna – Im Augenblick der Angst (Angustia)
- Vicente Aranda – El lute: Camina o revienta

### Bester Hauptdarsteller (Mejor actor)
Alfredo Landa – El bosque animado
- José Manuel Cervino – Krieg der Verrückten (La guerra de los locos)
- Imanol Arias – El lute: Camina o revienta

### Beste Hauptdarstellerin (Mejor actriz)
Verónica Forqué – Lady Check – Jetzt sind mal die Männer dran (La vida alegre)
- Victoria Abril – El lute: Camina o revienta
- Irene Gutiérrez Caba – Bernarda Albas Haus (La casa de Bernarda Alba)

### Bester Nebendarsteller (Mejor actor de reparto)
Juan Echanove – Divinas palabras
- Agustín González – Moros y cristianos
- Pedro Ruiz – Moros y cristianos

### Beste Nebendarstellerin (Mejor actriz de reparto)
Verónica Forqué – Moros y cristianos
- Marisa Paredes – Cara de acelga
- Terele Pávez – Laura – Vom Himmel kommt die Nacht (Laura, del cielo llega la noche)

### Bestes Drehbuch (Mejor guion)
Rafael Azcona – El bosque animado
- Rafael Azcona und Luis García Berlanga – Moros y cristianos
- Manolo Matji – Krieg der Verrückten (La guerra de los locos)

### Beste Produktionsleitung (Mejor dirección de producción)
Marisol Carnicero – Cara de acelga
- Mario Morales – Asignatura aprobada
- Daniel Vega – Police (Policía)

### Beste Kamera (Mejor fotografía)
Fernando Arribas – Divinas palabras
- Javier Aguirresarobe – El bosque animado
- Hans Burmann – Die Hinrichtung (La rusa)

### Bester Schnitt (Mejor montaje)
Pablo González del Amo – Divinas palabras
- José Luis Matesanz – Mi general
- Julio Peña – La estanquera de Vallecas

### Bestes Szenenbild (Mejor dirección artística)
Rafael Palmero – Bernarda Albas Haus (La casa de Bernarda Alba)
- Félix Murcia – El bosque animado
- Eduardo Torre de la Fuente – La monja alférez

### Beste Kostüme (Mejor diseño de vestuario)
Javier Artiñano – El bosque animado
- Javier Artiñano – A los cuatro vientos
- Pepe Rubico – Bernarda Albas Haus (La casa de Bernarda Alba)

### Beste Spezialeffekte (Mejores efectos especiales)
Francisco Terez – Im Augenblick der Angst (Angustia)
- Julián Martín – A los cuatro vientos
- John Collins – Ruhe in Frieden (Descanse en piezas)

### Bester Ton (Mejor sonido)
Miguel Ángel Polo und Enrique Molinero – Divinas palabras
- Bernardo Menz und Enrique Molinero – El bosque animado
- Carlos Faruolo und Enrique Molinero – El pecador impecable

### Beste Filmmusik (Mejor música original)
José Nieto – El bosque animado
- Milladoiro – Divinas palabras
- Raúl Alcover – Los invitados

### Bester ausländischer Film in spanischer Sprache (Mejor película extranjera de habla hispana)
Lo que importa es vivir, Mexiko – Regie: Luis Alcoriza
- Rantes – Der Mann, der nach Süden schaut (Hombre mirando al sudeste), Argentinien – Regie: Eliseo Subiela
- Der Karrierist (Un hombre de éxito), Kuba – Regie: Humberto Solás

## Ehrenpreis (Goya de honor)
- Rafaela Aparicio, spanische Schauspielerin